# جنت‌مکان
جنت‌مکان یکی از شهرهای استان خوزستان در بخش مرکزی شهرستان گتوند است. شهر جنت مکان به‌دلیل نزدیکی به رودخانه کارون دارای مناظر طبیعی و بکر و بیشه زارهای سرسبز و باغ‌های میوه و محل مناسبی برای قایق سواری و  تفریحات آبی در تابستان وصحراگردی و کوهنوردی در کوههای مجاور است.

## مردم
مردم این روستا لر بختیاری می باشند با گویش لری بختیاری سخن می گویند.
شغل بیشتر مردم جنت مکان کشاورزی سنتی و دامداری است که در این بین صادر کننده دو محصول هندوانه و گوجه فرنگی در کنار گندم  و ذرت می‌باشد.